# V150
V150 (Vitesse 150 — Скорость 150 (м/с)) — опытный электропоезд из серии TGV, созданный специально для установления рекорда скорости. Рекорд скорости для обычных (с колёсами) рельсовых поездов V150 установил 3 апреля 2007 года, когда на ещё не открывшейся магистрали LGV Est между Страсбургом и Парижем разогнался до скорости 574,8 км/ч, тем самым побив рекорд 1990 года.

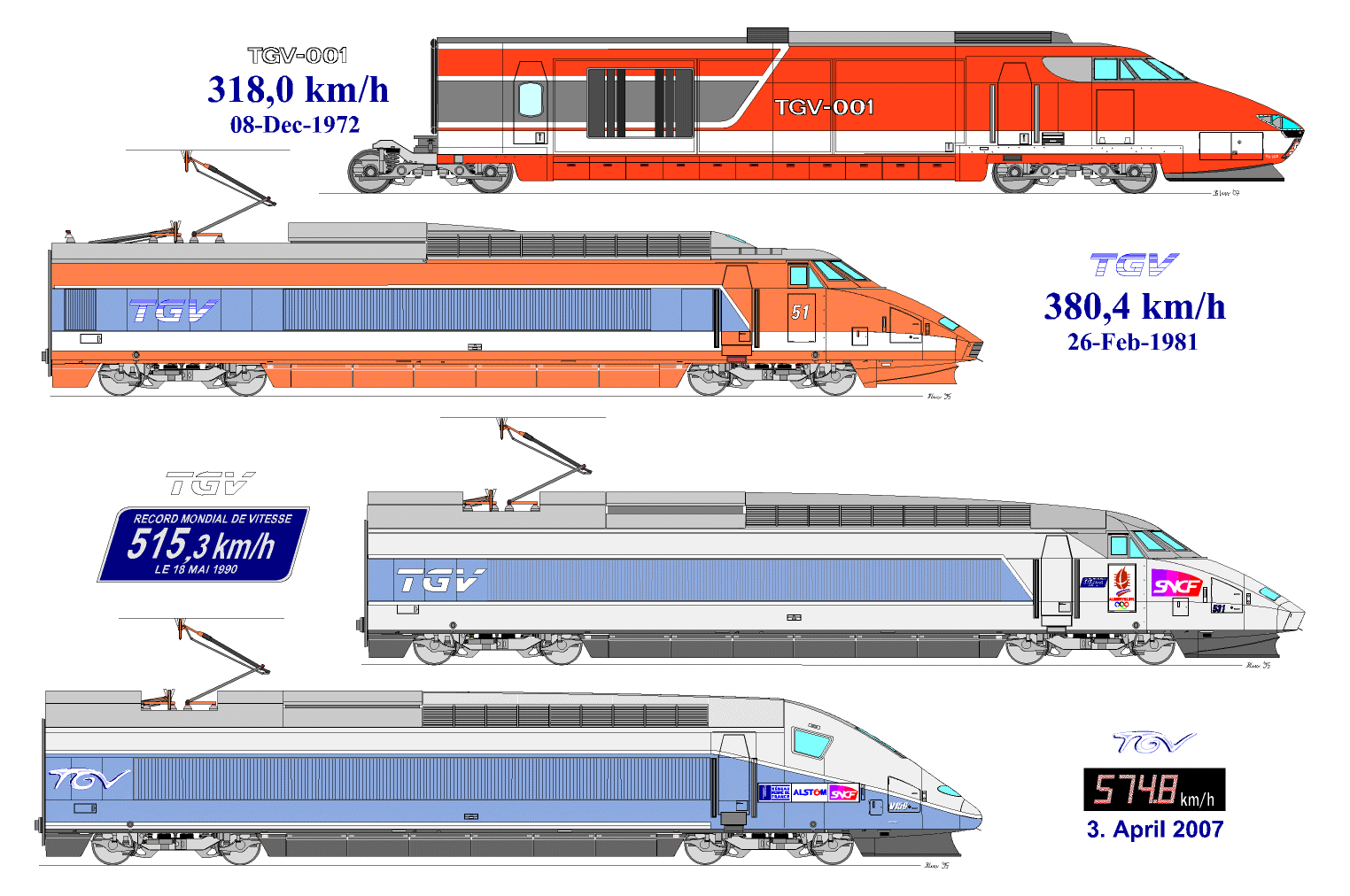
Рекорды скорости TGV

Электропоезд был сформирован из двух головных моторных вагонов от TGV POS № 4402, который подвергли модернизации, и трёх промежуточных вагонов от TGV Duplex. Моторные вагоны были оборудованы более мощными тяговыми электродвигателями, из-за чего выходная мощность электропоезда возросла с 9,3 МВт до 19,6 МВт, колёса были заменены на новые с бо́льшим диаметром (1020 мм, вместо 920 мм), а для снижения воздушного сопротивления промежутки между вагонами были закрыты. Также напряжение в контактной сети было поднято с 25 кВ до 31 кВ, а на составе были размещены более 600 различных датчиков. В начале 2007 года на линии проводились опытные поездки, в ходе которых 13 февраля был установлен неофициальный рекорд в 554,3 км/ч, а 3 апреля при большом количестве журналистов и корреспондентов поезд разогнали до скорости 574,8 км/ч, тем самым официально установив новый мировой рекорд скорости для рельсовых поездов.

## Факты
- Машинист Эрик Пьежак, который вёл данный электропоезд, позже признался, что ему разрешили разогнаться до скорости не более 574,8 км\ч.
- Наружная трансляция поездки велась с самолёта Aérospatiale Corvette.